# Савремена галерија Зрењанин
Савремена галерија Зрењанин основана је 1958. године је као институција која има задатак да се брине о уметничким делима насталим углавном у Уметничкој колонији Ечка, као и да настави са организовањем сусрета уметника у Ечки. Изложбени простор галерије је 1964. године отворен у Зрењанину.
Основни правци деловања Савремене галерије Зрењанин су давање акцента тематским и студијским изложбама које комуницирају суштину збирке Савремене галерије Зрењанин, потенцирање научне делатности и преношење знања путем дидактичких изложби, експанзија изложби везаних за актуелне тенденције у савременој уметности, као и истраживање нових метода рада у области визуелне културе, историје и теорије уметности и музеолошке и кустоске праксе.

## Историјат и делатност
Савремена галерија Зрењанин сакупља, чува, систематски истражује и излаже уметничка дела југословенске и српске послератне уметности настала углавном у Уметничкој колонији Ечка. Током времена у Уметничкој колонији Ечка је боравио велики број значајних српских и југословенских уметника, а фонд се богатио и донацијама државних институција међу којима је најзначајнија донација Савезног извршног већа 1963. године. На овај начин у фонд су ушла и дела уметника који нису боравили у колонији.
Савремена галерија Зрењанин делује кроз различите садржаје: организовање радионица за уметнике из земље и иностранства у Уметничкој колонији Ечка, организовање изложби домаће и иностране савремене уметности и организовање међународне манифестације Бијенале акварела. Све изложбе у Салону Савремене галерије Зрењанин пропраћене су стручним публикацијама у виду каталога. Изложбена делатност праћена је и другим активностима: радионицама за децу, стручним предавањима, промоцијама књига, концертима...

## Фонд Савремене галерије
Политиком прикупљања и образовања збирке, која данас садржи око две хиљаде осамсто уметничких предмета уметника из бивше Југославије и иностранства, није омогућено само праћење рада колоније у Ечки већ је добијен преглед савремене ликовне уметности Југославије (и Србије) од 1946. године до данас. До оснивања Музеја савремене уметности у Београду 1965. године, Уметничка колонија у Ечки била је једино место у Србији где се репрезентативна продукција југословенске ликовне уметности могла видети на једном месту.
Фонд Савремене галерије Зрењанин чине збирка слика и акварела, збирка скулптура, објеката и инсталација, кабинет графике (графички листови и цртежи), збирка нових медија (фотографије, видео – радови и др.) и збирка иностране уметности (радови изведени различитим техникама у различитим медијима иностраних аутора који су боравили и радили у Уметничкој колонији Ечка).

## Награде и признања
За свој рад на активном праћењу и документовању савремене уметничке продукције на територији бивше Југославије и Србије, као и за музеолошки рад на фонду Савремене галерије Зрењанин, његово презентовање кроз бројне тематске и дидактичке изложбе Савремена галерија Зрењанин награђивана је више пута значајним наградама и признањима на државном и локалном нивоу, као што су Признање Савезног извршног већа 1963. године, Награда Удружења уметника примењених уметности и дизајна Војводине, Нови Сад, 1979. године, Вукова награда 1977. и Орден Вука Kараџића 1999. године...